# کالتیم ایرلاینز
کالتیم ایرلاینز (به انگلیسی: Kaltim Airlines) یک شرکت هواپیمایی است که در ۱۷ اوت ۲۰۱۱ میلادی تأسیس شده‌است. قطب کالتیم ایرلاینز در فرودگاه بین‌المللی ساماریندا قرار دارد.